# Репки (Киров)
 Репки — деревня в Кировской области. Входит в состав муниципального образования «Город Киров»

## География
Расположена на расстоянии примерно 16 км по прямой на запад-северо-запад от железнодорожного вокзала станции Киров.

## История
Известна с 1678 года как починок  за речкой Бахтинкою с 1 двором, в 1764 34 жителя, в 1802 (деревня за речкой Бахтой) 7 дворов. В 1873 году здесь (деревня за речкой Бахтой или Репки) дворов 5 и жителей 41, в 1905 11 и 78, в 1926 (Репки или За речкой Бахтинко) 9 и 51, в 1950 16 и 46, в 1989 4 жителя. Административно подчиняется Октябрьскому району города Киров.

## Население
Постоянное население составляло 2 человека (русские 100%) в 2002 году, 9 в 2010.